# Clube Esportivo Dom Bosco
El Clube Esportivo Dom Bosco és un club de futbol brasiler de la ciutat de Cuiabá a l'estat de Mato Grosso.

## Història
Va ser fundat el 4 de gener de 1925, essent el club més antic de Mato Grosso. Va guanyar el campionat estatal per primer cop el 1958. En total guanyà sis cops el campionat. Participà en la primera divisió brasilera els anys 1977, 1978 i 1979.

## Palmarès
- Campionat matogrossense:
  - 1958, 1963, 1966, 1971, 1991
- Copa Federação Matogrossense de Futebol:
  - 2015

## Estadi
El club juga els seus partits a l'estadi Verdão. Té una capacitat per a 47.000 espectadors.